# Auftuchen

Das Auftuchen eines Sonnensegels auf einem Kriegsschiff (Stosch) der Kaiserlichen Marine um 1890

Mit Auftuchen wird in der Seefahrt das ordentliche Zusammenlegen von geborgenen Segeln und niedergeholten Flaggen bezeichnet.

## Geschichte
Das Wort muss jüngeren Datums sein, denn in der ganz alten niederdeutschen Literatur ist es nicht zu finden.
Erst im 18. Jahrhundert wurde es wohl zu einem festen Begriff in der Seemannssprache und bedeutete damals: ein abgenommenes Segel auf Deck auszubreiten und es so fest wie möglich aufzurollen und zu verzurren, um es zum Beispiel auf See im Schiff zu verstauen oder im Hafen an Land zum Ausbessern in eine Segelmacherei zu geben.
Zur Zeit der großen Segelschifffahrt, als die Schiffe auf ihren weiten Reisen durch die verschiedenen Klimazonen der Erde kamen und in ihnen (je nach Erfordernis) unterschiedliche Segel führten, war das Auftuchen auf See eine oft geübte Praxis.
Das Wort ist immer auf den seemännischen Sprachgebrauch beschränkt geblieben und nie in den Wortschatz der Stadt- und Landbewohner eingegangen.